# Stilobezzia punctulata
Stilobezzia punctulata är en tvåvingeart som beskrevs av Lane 1947. Stilobezzia punctulata ingår i släktet Stilobezzia och familjen svidknott. Inga underarter finns listade i Catalogue of Life.